# Marskinkarit
Marskinkarit är en ö i Finland. Den ligger i Bottenhavet och i kommunen Euraåminne i den ekonomiska regionen  Raumo ekonomiska region i landskapet Satakunta, i den sydvästra delen av landet. Ön ligger omkring 29 kilometer söder om Björneborg och omkring 220 kilometer nordväst om Helsingfors.
Öns area är 2,1 hektar och dess största längd är 280 meter i nord-sydlig riktning.